# Steve Kekana
Steve Kekana, född 4 augusti 1958 i Zebediela i Limpopoprovinsen i Sydafrika, död 1 juli 2021 i Johannesburg, var en sydafrikansk sångare och låtskrivare. Utanför Sydafrika är han mest känd för reggaelåten Raising My Family från 1980. Kekana var blind sedan femårsåldern. Han avlade parallellt med musikkarriären en juridikexamen.